# Église Saint-Paul-Aurélien de Lampaul-Ploudalmézeau
L'église Saint-Paul-Aurélien (XVIIe siècle) se situe à Lampaul-Ploudalmézeau dans le Finistère. Elle est dédiée à Saint Paul Aurélien (ou Pol en breton). 
Elle tient son originalité de son clocher-porche, construit de 1626 à 1635. Inscrit à l'inventaire des monuments historiques en 1926, il est un des plus beaux de Bretagne. À l'intérieur, on trouve quelques statues remarquables comme la Vierge Marie écrasant une démone mangeant la pomme (XVIe siècle), saint Pol Aurélien, saint Éloi ou sainte Barbe. 
Annexée à l'église, la fontaine dédiée à saint Pol Aurélien restaurée en 1952 complète l'ensemble.
Elle a été détruite en partie par la foudre en 1855 et restaurée en 1856 par Le Guerranic. 

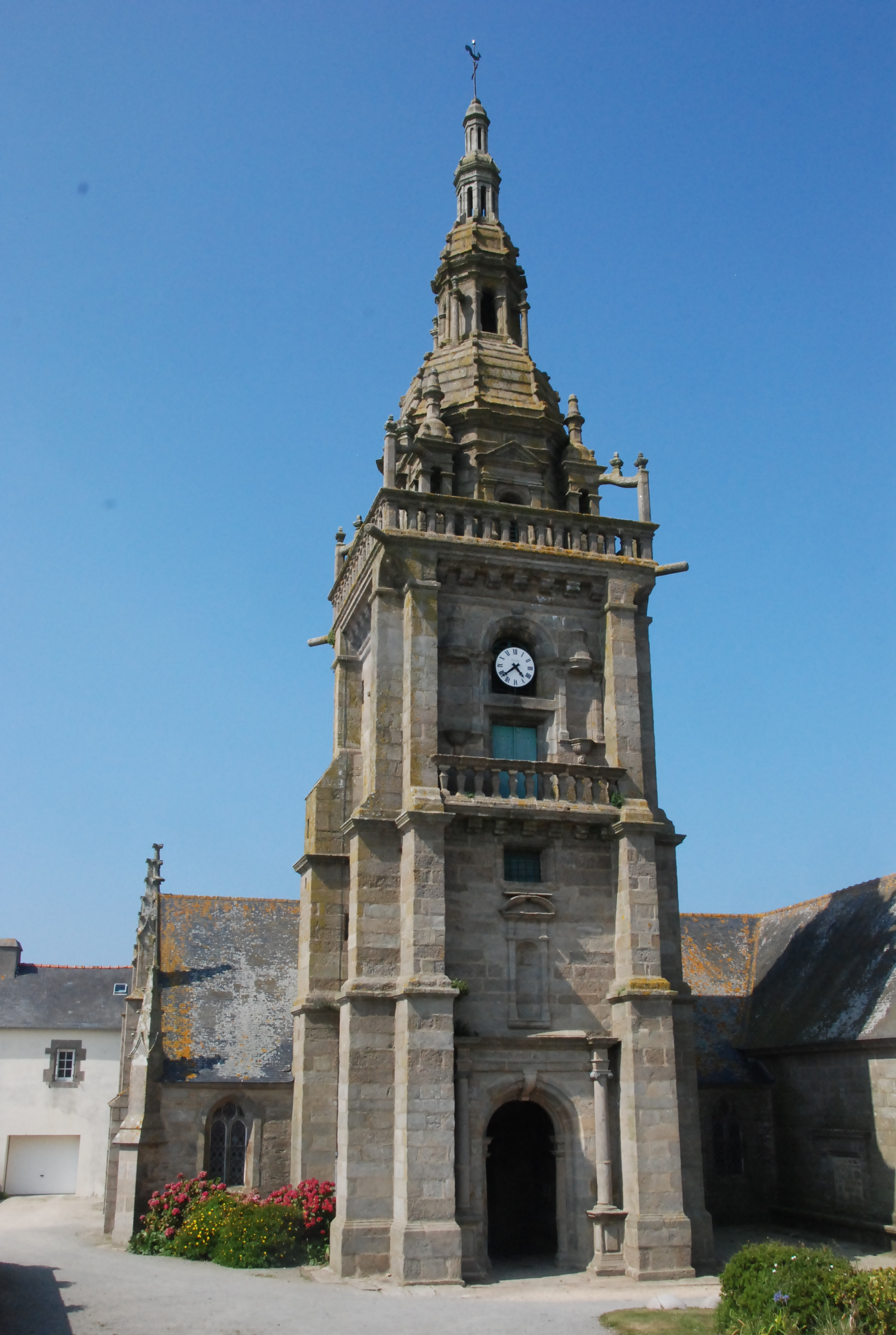
Clocher (côté sud)
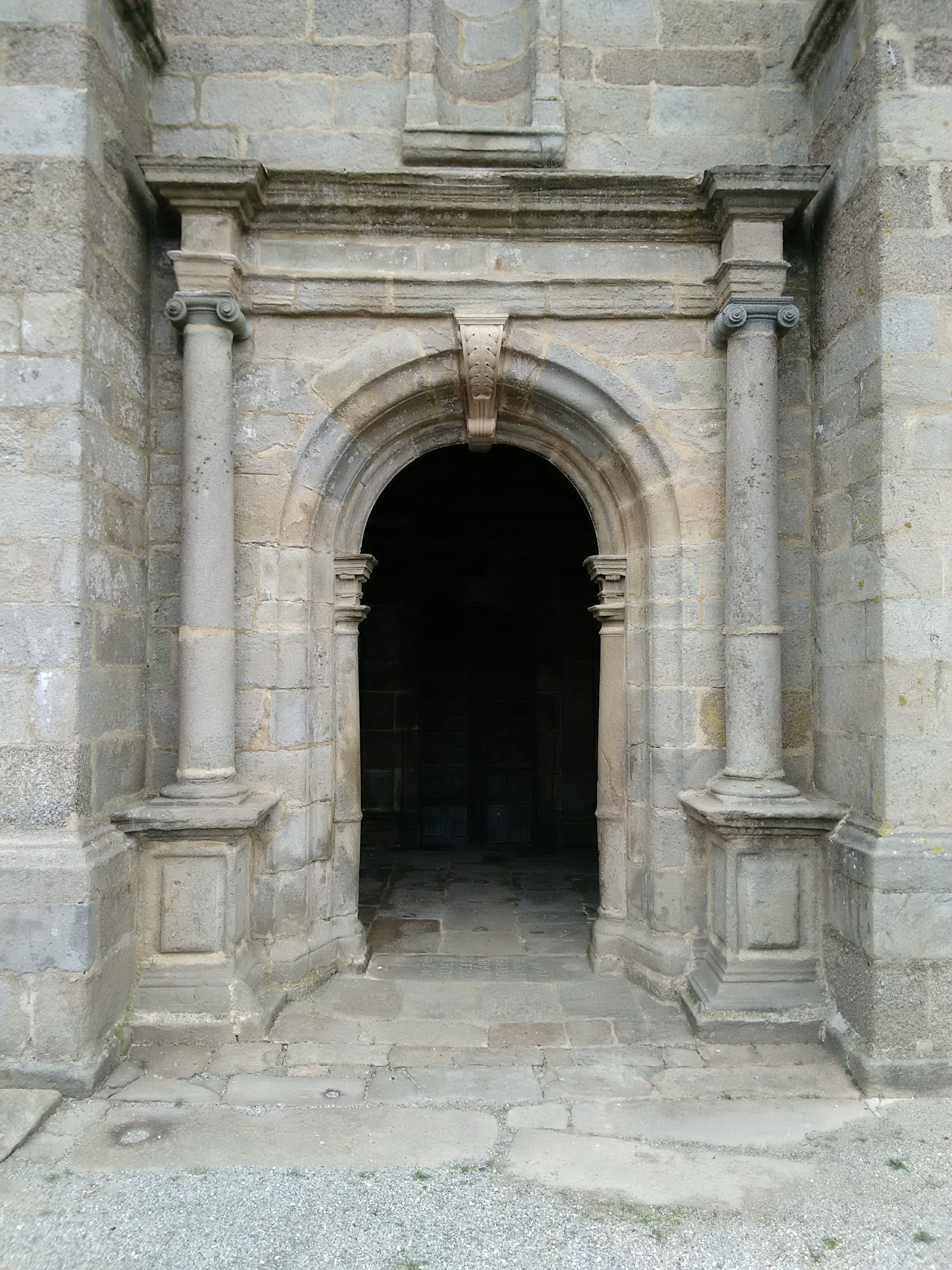
Porche
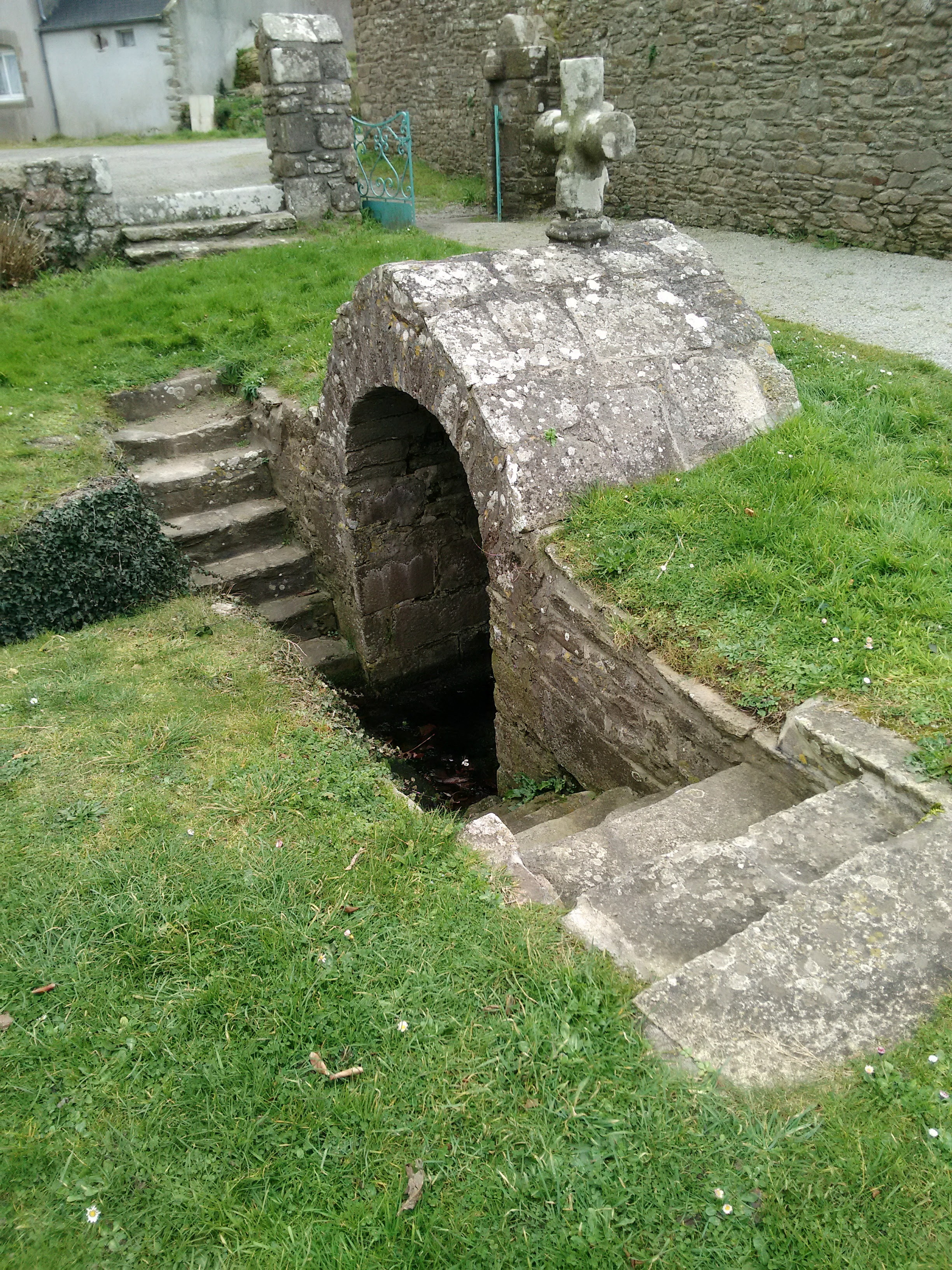
Fontaine St Pol Aurélien